# Vox (sito web)
Vox è un sito web giornalistico statunitense di proprietà della Vox Media. Il sito è stato fondato nell'aprile 2014 da Ezra Klein, Matt Yglesias e Melissa Bell, ed è noto per il suo concetto di "giornalismo esplicativo".

## Storia
Prima di fondare Vox, Ezra Klein lavorava per il Washington Post come capo di Wonkblog, un blog di politica pubblica. Quando Klein tentò di lanciare un nuovo sito usando i fondi degli editori del giornale, la sua proposta fu respinta e Klein lasciò successivamente il Washington Post per lavorare per Vox Media, un'altra società di comunicazioni, nel gennaio 2014. Dal suo nuovo ruolo, Klein lavorò per la creazione di Vox, inclusa l'assunzione di nuovi giornalisti per il sito. Klein si aspettava di "migliorare la tecnologia delle notizie" e costruire una piattaforma online meglio attrezzata per renderle più facili da comprendere. Il nuovo staff di 20 persone del nuovo sito fu scelto per la loro competenza in aree tematiche e includeva Matthew Yglesias, Melissa Bell e i colleghi di Klein del Washington Post. Vox fu lanciato il 6 aprile 2014 con Klein come caporedattore.
Nel giugno 2016, Vox sospese il collaboratore Emmett Rensin per una serie di tweet che chiedevano rivolte anti-Trump, incluso uno il 3 giugno 2016, che esortò: "Se Trump arriva nella tua città, inizia una rivolta". I tweet attirarono l'attenzione dopo che violente proteste anti-Trump si furono svolte a San José, in California, il giorno del tweet di Rensin. Elizabeth Plank fu ingaggiata nel 2016 come corrispondente politico, e nel 2017 lanciò la sua serie con Vox Media, denominata Divided States of Women.
Nel settembre 2017, Klein pubblicò un post su vox.com che annunciava che stava cambiando ruolo e che Lauren Williams, che si unì a Vox pochi mesi dopo la sua fondazione, era il nuovo caporedattore.

## Contenuto
La missione di Vox è di "spiegare le notizie", nel senso che si sforza di assicurare che i suoi lettori "capiscano cosa è appena accaduto", fornendo "informazioni contestuali che le notizie tradizionali non sono progettate per dare".
Vox utilizza il sistema di gestione dei contenuti Chorus di Vox Media, che consente ai giornalisti di creare facilmente articoli con effetti visivi complessi e transizioni, come ad esempio le foto che cambiano mentre il lettore scorre la pagina.

### Video
Vox ha un canale YouTube omonimo in cui pubblica regolarmente video su notizie e argomenti informativi dal 2014. Questi video sono accompagnati da un articolo sul loro sito web. I temi trattati nei video sono in genere simili ai temi trattati nei normali articoli scritti sul sito. Il canale ha oltre 8 milioni di iscritti e più di 2 miliardi di visualizzazioni (dati aggiornati al 7 luglio 2020). I video trattano sia attualità che fatti interessanti.
Nel maggio 2018, Vox collaborò con Netflix per pubblicare un programma televisivo settimanale chiamato Explained.